# 18 maggio
Il 18 maggio è il 138º giorno del calendario gregoriano (il 139º negli anni bisestili). Mancano 227 giorni alla fine dell'anno.

## Eventi
- 14 – Agrippina maggiore e il piccolo Caligola lasciano Roma per raggiungere Ara Ubiorum (attuale Colonia) e ricongiungersi a Germanico Giulio Cesare
- 1012 – Consacrazione di papa Benedetto VIII
- 1190 – Terza crociata: i crociati guidati da Federico Barbarossa e Federico VI di Svevia vincono la battaglia di Iconio contro il Sultanato di Rum
- 1198 - Incoronazione di Federico II Hohenstaufen come re di Sicilia nella Cattedrale di Palermo
- 1450 – I ribelli di Jack Cade vengono scacciati da Londra dalle truppe lealiste, facendo crollare la ribellione
- 1593 – Le accuse di eresia al commediografo Thomas Kyd portano a un mandato di arresto per Christopher Marlowe
- 1631 – A Dorchester (Massachusetts), John Winthrop il Vecchio presta giuramento e diviene il primo governatore del Massachusetts
- 1652 – Il Rhode Island approva la prima legge che rende la schiavitù illegale nel Nord America
- 1743 – Papa Benedetto XIV pubblica la lettera Nimiam licentiam, sulla deplorevole facilità con cui si deroga alle norme sulla celebrazione dei matrimoni
- 1765 – Un incendio distrugge un quartiere della città di Montréal, Québec
- 1783 – Saint John (Nuovo Brunswick, Canada): i primi Lealisti dell'Impero Unito raggiungono Parrtown
- 1803 – Guerre napoleoniche: il Regno Unito revoca il Trattato di Amiens e dichiara guerra alla Francia
- 1804 – Napoleone Bonaparte viene proclamato imperatore dei francesi dal Senato francese
- 1848 – Apertura della prima Assemblea nazionale tedesca (Frankfurter Nationalversammlung) nella Paulskirche a Francoforte sul Meno nella Confederazione germanica
- 1863 – Guerra di secessione americana: ha inizio l'Assedio di Vicksburg (finirà il 4 luglio)
- 1869 – Resa della Repubblica di Ezo all'Impero giapponese e sua conseguente dissoluzione
- 1896 – Nel Campo di Chodynka, presso Mosca, 1389 persone muoiono schiacciate dalla folla riunitasi per festeggiare l'incoronazione di Nicola II di Russia
- 1900 – Il Regno Unito proclama un protettorato su Tonga
- 1910 – La Terra passa attraverso la coda della Cometa di Halley
- 1917 – Prima guerra mondiale: il Selective Service Act viene approvato dal Congresso degli Stati Uniti e dà al presidente il potere di arruolare soldati di leva
- 1933 – New Deal: il presidente degli USA Franklin Delano Roosevelt firma l'atto di fondazione della Tennessee Valley Authority
- 1944
  - Seconda guerra mondiale: reparti del II° Corpo polacco conquistano l'Abbazia di Montecassino appena sgomberata dalle forze tedesche in ritirata dalla Linea Gustav, ponendo fine dopo quattro mesi di lotta alla sanguinosa battaglia di Cassino
  - Seconda guerra mondiale: inizia la deportazioni dei Tatari di Crimea da parte del governo sovietico
- 1948 – Il primo Yuan legislativo della Repubblica Cinese si riunisce ufficialmente a Nanchino
- 1951
  - Il Consiglio di sicurezza dell'ONU condanna Israele per l'attacco alla Siria e ingiunge allo Stato ebraico di far rientrare gli abitanti espulsi
  - Ruben Rausing presenta la prima confezione per alimenti in Tetra Pak
- 1953 – Rogers Dry Lake, California: Jacqueline Cochran diventa la prima donna a superare la barriera del suono volando con un North American F-86 Sabrejet a una velocità media di 1.049,83 km/h
- 1956 – Prima ascensione sul Lhotse da parte di una spedizione svizzera
- 1958 – Un Lockheed F-104 Starfighter stabilisce il record mondiale di velocità a 2.259,82 km/h
- 1969 – Programma Apollo: lancio dell'Apollo 10
- 1974 – Nell'ambito del progetto Buddha sorridente, l'India fa detonare con successo la sua prima arma nucleare, diventando la sesta nazione a disporre di tale tipo di armamento
- 1976 – Si accentua il clima di terrore in Argentina dopo il colpo di Stato: vengono ritrovati 126 cadaveri crivellati da raffiche di mitra e le persone sequestrate e scomparse (Desaparecidos) salgono a diverse centinaia
- 1980 – Il Monte Sant'Elena, nello Stato di Washington, erutta uccidendo 57 persone e causando danni per circa 3 miliardi di dollari
- 1986 – Papa Giovanni Paolo II pubblica l'enciclica Dominum et Vivificantem sullo Spirito Santo nella vita della Chiesa e del mondo
- 1990 – Il TGV Atlantique n.25 (TVG325) conquista il record di velocità per mezzi ferroviari convenzionali raggiungendo i 515,3 km/h
- 1991 – Autoproclamazione dell'indipendenza del Somaliland
- 1993 – Dopo undici anni di latitanza, all'alba viene arrestato il boss mafioso Nitto Santapaola: si nascondeva in Sicilia, nelle campagne di Mazzarrone (Catania)
- 1995 – Alain Juppé diventa primo ministro di Francia
- 1998
  - Caso antitrust Microsoft: il Dipartimento della giustizia degli Stati Uniti d'America e 20 Stati federati aprono un procedimento dell'antitrust contro la Microsoft
  - Seconda conferenza ministeriale a Ginevra (Svizzera) dell'Organizzazione mondiale del commercio
- 1999 – Carlo Azeglio Ciampi inizia il suo mandato come presidente della Repubblica
- 2005 – Durante una spedizione italiana sull'Annapurna I, una valanga travolge gli alpinisti causando la morte di Christian Kuntner, originario dell'Alto Adige
- 2006 – Il Nepal con una risoluzione del parlamento si dichiara Stato laico
- 2018 – All'aeroporto di L'Avana, un aereo in fase di decollo si schianta al suolo provocando la morte di 107 passeggeri
- 2025 – A Città del Vaticano ha luogo in Piazza San Pietro, di fronte a centinaia di migliaia di fedeli e alla presenza di capi di Stato e di governo di oltre 150 delegazioni, la solenne messa di inaugurazione del pontificato di papa Leone XIV, eletto appena 10 giorni prima al soglio pontificio

## Nati
Ci sono circa 1 120 voci su persone nate il 18 maggio; vedi la pagina Nati il 18 maggio per un elenco descrittivo o la categoria Nati il 18 maggio per un indice alfabetico.

## Morti
Ci sono circa 470 voci su persone morte il 18 maggio; vedi la pagina Morti il 18 maggio per un elenco descrittivo o la categoria Morti il 18 maggio per un indice alfabetico.

## Feste e ricorrenze

### Civili
- ICOM - Giornata internazionale dei musei - International museum day

### Religiose
Cristianesimo:
- San Giovanni I, papa e martire
- San Dioscoro, martire
- Sant'Erik IX di Svezia, re
- San Felice da Cantalice, frate minore cappuccino
- San Felice di Spalato, vescovo e martire
- San Leonardo Murialdo, sacerdote
- San Potamone, martire
- Santi Teodoto, Tecusa, Alessandra, Claudia, Faina, Eufrasia, Matrona e Giulitta, martiri
- San Venanzio di Camerino, martire
- Sante Bartolomea Capitanio e Vincenza Gerosa, vergini, fondatrici delle suore di carità
- Beata Bartolomea Carletti da Chivasso, vergine clarissa, fondatrice
- Beata Blandina del Sacro Cuore, religiosa
- Beato Burcardo di Beinwil, sacerdote
- Beato Guglielmo da Tolosa, sacerdote
- Beato Marcin Jan Oprzadek, sacerdote e martire
- Beato Stanisław Kubski, sacerdote e martire

Religione romana antica e moderna:
- Natale di Annona